# 愛媛県道215号郡中港線
愛媛県道215号郡中港線（えひめけんどう215ごう ぐんちゅうこうせん）は、愛媛県伊予市を通る一般県道である。

## 概要
伊予市灘町から伊予市米湊に至る。

### 路線データ
- 起点：伊予市灘町
- 終点：伊予市米湊（伊予市駅前交差点、国道378号交点）
- 総延長：約0.3 km

## 地理

### 通過する自治体
- 伊予市

### 交差する道路
| 交差する道路 | 交差する場所 | 交差する場所            |
| ------------ | ------------ | ----------------------- |
| 国道378号    | 米湊         | 伊予市駅前交差点 / 終点 |

### 沿線
- 伊予鉄道郡中線 郡中港駅
- JR四国予讃線 伊予市駅